# خانه بزرگ آمریکایی
خانه بزرگ آمریکایی (به انگلیسی: Big House, U.S.A.) یک فیلم سینمایی آمریکایی در ژانر فیلم جنایی محصول سال ۱۹۵۵ میلادی به کارگردانی هاوارد دبلیو کوخ است. بازیگران اصلی فیلم جان هیگینز نوشته شده‌است. این فیلم برودریک کرافورد، رالف میکر، رید هدلی، ویلیام تالمن، لان چینی جونیور و چارلز برانسون هستند. این فیلم در سوم مارس ۱۹۵۵ توسط کمپانی یونایتد آرتیستس اکران شد.

## بازیگران
- برودریک کرافورد در نقش رولو لامار
- رالف میکر در نقش جری بارکر
- رید هدلی به عنوان عامل ویژه اف‌بی‌آی جیمز ماددن
- ویلیام تالمن
- لان چینی جونیور به عنوان آلامو اسمیت
- چارلز برانسون در نقش بنی بنی
- فلیسیا فار در نقش امیلی یوریدیس ایوانز
- روی رابرتس به عنوان رئیس رنجر ویل اریکسون
- ویلیس بوشی نقش رابرتسون لامبرت
- پیتر جی در نقش دنی لامبرت
- رابرت بری در نقش رنجر مک کورمیک